# You're the Only One
You're the Only One is een single van de Noorse zangeres Maria Mena, afkomstig van haar derde studioalbum White Turns Blue.
Met You're The Only One brak Maria Mena door in Nederland. Haar eerstvolgende succesvolle single in Nederland was Just Hold Me uit 2006.

## Tracklist
1. "You're The Only One"  (02:44)
2. "Patience"  (03:49)

| You're The Only One in de Nederlandse Top 40 Binnenkomst: 17 juli 2004 | You're The Only One in de Nederlandse Top 40 Binnenkomst: 17 juli 2004 | You're The Only One in de Nederlandse Top 40 Binnenkomst: 17 juli 2004 | You're The Only One in de Nederlandse Top 40 Binnenkomst: 17 juli 2004 | You're The Only One in de Nederlandse Top 40 Binnenkomst: 17 juli 2004 | You're The Only One in de Nederlandse Top 40 Binnenkomst: 17 juli 2004 | You're The Only One in de Nederlandse Top 40 Binnenkomst: 17 juli 2004 | You're The Only One in de Nederlandse Top 40 Binnenkomst: 17 juli 2004 |
| Week                                                                   | 1                                                                      | 2                                                                      | 3                                                                      | 4                                                                      | 5                                                                      | 6                                                                      | 7                                                                      |
| ---------------------------------------------------------------------- | ---------------------------------------------------------------------- | ---------------------------------------------------------------------- | ---------------------------------------------------------------------- | ---------------------------------------------------------------------- | ---------------------------------------------------------------------- | ---------------------------------------------------------------------- | ---------------------------------------------------------------------- |
| Positie                                                                | 35                                                                     | 31                                                                     | 30                                                                     | 33                                                                     | 33                                                                     | 35                                                                     | 40                                                                     |